# Rotalier
Rotalier – miejscowość i gmina we Francji, w regionie Burgundia-Franche-Comté, w departamencie Jura.
Według danych na rok 1990 gminę zamieszkiwało 181 osób, a gęstość zaludnienia wynosiła 44 osoby/km² (wśród 1786 gmin Franche-Comté Rotalier plasuje się na 563. miejscu pod względem liczby ludności, natomiast pod względem powierzchni na miejscu 875.).